# MV Millennial Spirit
MV Millennial Spirit je moldavski tanker za kemikalije, ki so ga obstreljevale ruske vojne ladje v Črnem morju med rusko invazijo na Ukrajino leta 2022.

## Karakteristike
Millennial Spirit (prej Freyja) je 2200-tonski tanker za kemikalije, ki je bil zgrajen leta 1974. Ima 12 članov posadke.

## Potapljanje
25. februarja 2022 je skozi Črno morje Millennial Spirit prevažal 600 ton dizelskega goriva. Ruske vojaške ladje naj bi tanker  obstrelile dvanajst milj južno od ukrajinskega pristanišča Južne. Ladja je imela dvanajstčlansko posadko, ki je bila pretežno ruska; dva sta bila poškodovana, ostalih deset pa je bilo prisiljenih zapustiti ladjo v rešilnih jopičih. Vseh dvanajst članov posadke so rešile ukrajinske oblasti.
Zgodnja poročila so pokazala, da je plovilo plulo pod romunsko zastavo, državo, ki je v Natu, kar je povzročilo zaskrbljenost glede napada na članico Nata. Ta poročila so se izkazala za lažna in moldavska pomorska agencija je potrdila, da je Millennial Spirit moldavska.